# Henning Larsen
Henning Larsen (Opsund, 20 augustus 1925 - Kopenhagen, 22 juni 2013) was een Deens architect. In 1956 richtte hij samen met Max Brüel, Gehrdt Bornebusch en Jørgen Selchau een architectenbureau op. In 1959 begon hij een eigen bureau dat veel beroemde gebouwen ontwierp waaronder het operagebouw van Kopenhagen.

## Werken (selectie)
- 1970: Campusgebouw Universiteit van Trondheim
- 1979: Deense ambassade in Riyad
- 1982–84: Ministerie van Buitenlandse Zaken, Riyad
- 1984–85: Bibliotheek Gentofte
- 1993: Uitbreiding Openbare Bibliotheek in Malmö
- 1997: Uitbreiding Ny Carlsberg Glyptotek, Kopenhagen
- 1999: Hoofdkantoor Nordea, Kopenhagen
- 2001–2004: Bibliotheek Universiteit Rostock
- 2004: Opera, Kopenhagen
- 2004: IT-Universiteit van Kopenhagen
- 2008-2011: Harpa (Concertzaal en conferentiecentrum), Reykjavík

## Weblinks
- (da)  (en)  Architekturbüro Henning Larsen
- (en)  archINFORM: Henning Larsen

- Bibliothèque nationale de France: cb13185721h (data)
- Gemeinsame Normdatei: 118942069
- International Standard Name Identifier: 0000 0000 7861 4644
- KulturNav: d36cddd8-98fe-499a-a2f9-b035c4a8e22d
- Library of Congress Control Number: n88065719
- Nederlandse Thesaurus van Auteursnamen: 175744114
- Système universitaire de documentation: 163537569
- Union List of Artist Names: 500002097
- Virtual International Authority File: 95693338
- WorldCat: E39PBJqVRrBFwcQTHX68xVqmh3